# 1998年長野オリンピックのフランス選手団
1998年長野オリンピックのフランス選手団（1998ねんながのオリンピックのフランスせんしゅだん）は、1998年2月7日から2月22日まで、日本の長野県長野市を中心とする地域を会場として開催された1998年長野オリンピックのフランス選手団、およびその競技結果。

## 概要
今大会は金メダル2個、銀メダル1個、銅メダル5個の合計8個のメダルを獲得した。
今大会から正式種目となったスノーボードでは、女子大回転でカリーヌ・リュビが金メダルを獲得した。

## メダル
| メダル | 選手名                                                                                    | 競技                 | 種目           |
| ------ | ----------------------------------------------------------------------------------------- | -------------------- | -------------- |
| 金     | ジャン＝リュック・クレティエ                                                              | アルペンスキー       | 男子滑降       |
| 金     | カリーヌ・リュビ                                                                          | スノーボード         | 女子大回転     |
| 銀     | セバスチャン・フークラス                                                                  | フリースタイルスキー | 男子エアリアル |
| 銅     | フロランス・マスナダ                                                                      | アルペンスキー       | 女子滑降       |
| 銅     | シルバン・ギョーム ニコラ・バル ルドビク・ルー ファブリス・ギー                           | ノルディック複合     | 男子団体       |
| 銅     | フィリップ・キャンデロロ                                                                  | フィギュアスケート   | 男子シングル   |
| 銅     | マリナ・アニシナ グウェンダル・ペーゼラ                                                   | フィギュアスケート   | アイスダンス   |
| 銅     | ブルーノ・ミネオン エマニュエル・オスターシュ エリック・ル・シャノニー マックス・ロベール | ボブスレー           | 男子4人乗り    |